# Ferdinando Bertoni
Ferdinando Giuseppe Bertoni (Salò, Llombardia, 15 d'agost de 1725 - Desenzano del Garda, 1 de desembre de 1813) fou un compositor italià.
Va rebre la primera experiència musical a la seva ciutat natal. De 1740 a 1745 estudià a Bolonya sota el mestratge de Giovanni Battista Martini. Després dels estudis es va traslladar a Venècia, on va prendre el lloc d'organista de l'església de San Moisès. Al mateix temps va treballar com a professor de clavicèmbal en diverses famílies venecianes. També del 1745 és la seva primera òpera, La vedova accorta, al Teatre San Cassiano. Aquell mateix any també va veure representat el seu treball a Florència i a Milà. El 1747 estrenà a Venècia el seu primer oratori, Il figliuol Prodigo.
El 27 d'agost de 1752 va ser nomenat primer organista de la Basílica de Sant Marc. En aquesta posició, es va incorporar el 1755 com a professor de música i cor de l'Hospital di Mendicanti i, on va tenir diversos avantatjats alumnes, entre ells l'Antonio Capuzzi, Vittorio Trento, i Antonio di Miari. Aquí va compondre diversos dels seus oratoris i obres sagrades, incloent la Salve Regina per a veus, corda i baix continu. En els anys següents va rebre noves funcions de música i, a continuació, va realitzar diversos viatges a Parma, Nàpols, Torí i Pàdua.

## Òperes
- La vedova accorta (llibret d'Antonio Borghese, 1745, Venècia)
- Il Cajetto (llibret d'Antonio Gori, 1746 Venècia)
- Orazio e Curiazio (llibret d'Antonio Simeone Sografi, 1746, Venècia)
- Armida (llibret de Bartolomeo Vitturi, 1747, Venècia)
- Didone abbandonata (llibret de Pietro Metastasio, 1748, Venècia)
- Ipermestra (llibret de Pietro Metastasio, 1748, Gènova)
- Le pescatrici (llibret de Carlo Goldoni, 1751, Venècia)
- L'Antigono (libretto Pietro Metastasio, 1752, Venècia)
- I bagni d'Abano (composto in collaborazione con Baldassarre Galuppi, llibret de Carlo Goldoni, 1752, Venècia)
- Ginevra (llibret d'Antonio Salvi, 1753, Venècia)
- La moda (llibret de Domenico Benedetti, 1754, Venècia)
- Sesostri (llibret d'Apostolo Zeno/Pietro Pariati, 1755, Torí)
- Antigona (llibret de Gaetano Roccaforte, 1756, Gènova)
- Lucio Vero (llibret d'Apostolo Zeno, 1757, Torí)
- Il Vologeso (llibret d'Apostolo Zeno, 1759, Pàdua)
- Le vicende amorose (llibret de Pastor Arcade Timido, 1760, Venècia)
- La bella Girometta (llibret de Pietro Chiari, 1761, Venècia)
- Ifigenia in Aulide (llibret de Vittorio Amedeo Cigna-Santi, 1762, Torí)
- Cleonice regina in Siria (1763, Londres)
- L'ingannatore ingannato (llibret de Pietro Chiari, 1764, Venècia)
- Il Bajazetto (llibret de Jacopo Antonio Sanvitale, 1765, Parma)
- L'Olimpiade (llibret de Pietro Metastasio, 1765, Venècia)
- Tancredi (llibret de Silvio Saverio Balbis, 1766, Torí)
- Ezio (llibret de Pietro Metastasio, 1767, Venècia)
- Semiramide riconosciuta (llibret de Pietro Metastasio, 1767, Nàpols)
- Scipione nelle Spagne (llibret d'Agostino Piovene, 1768, Milà)
- Alessandro nelle Indie (llibret de Pietro Metastasio, 1769, Gènova)
- Il trionfo di Clelia (llibret de Pietro Metastasio, 1769, Pàdua)
- Deccebalo (llibret d'Antonio Papi, 1770, Treviso)
- Eurione (llibret d'Antonio Papi, 1770, Udine)
- L'anello incantato (llibret de Giovanni Bertati, 1771, Venècia)
- Andromaca (llibret d'Antonio Salvi, 1772, Venècia)
- Narbale (llibret de Pietro Metastasio, 1774, Venècia)
- L'orfane svizzere (llibret de Giovanni Bertati, 1774, Venècia)
- Artaserse (llibret de Pietro Metastasio, 1776, Forlì)
- Creonte (llibret de Gaetano Roccaforte, 1776, Mòdena)
- Orfeo ed Euridice (llibret de Ranieri de' Calzabigi, 1776, Venècia)
- Telemaco ed Eurice nell'isola di Calipso (llibret de Pastor Arcade Echillo Acanzio, 1776, Venècia)
- Medonte re d'Epiro (llibret de Giovanni de Gamerra, 1777, Torí)
- Demofoonte (llibret de Pietro Metastasio, 1778, Londres)
- Quinto Fabio (llibret d'Apostolo Zeno, 1778, Milà)
- La governante (llibret de Carlo Francesco Badini, 1779, Londres)
- Il soldano generoso (1779, Londres)
- Il duca di Atene (libreto di Carlo Francesco Badini, 1780, Londres)
- Armida abbandonata (llibret de Bartolomeo Vitturi, 1781, Venècia)
- Cajo Mario (llibret de Gaetano Roccaforte, 1781, Venècia)
- Il convito (llibret d'Antonio Andrei, 1782, Londres)
- Giunio Bruto (1782, Londres)
- Cimene (1783, Londres)
- Eumene (llibret d'Apostolo Zeno, 1784, Venècia)
- Nitteti (llibret de Pietro Metastasio, 1789, Venècia)
- Angelica Medoro (llibret de Gaetano Sertor, 1791, Venècia)